# Violent Storm
Violent Storm (バイオレントストーム Baiorento Sutōmu) é um jogo side-scrolling beat'em-up de 1993 lançado para arcades e produzido pela Konami. É o terceiro e último jogo da série Crime Fighters, precedido por Vendetta, de 1991.

## Enredo
Nos anos 90, a Terceira Guerra Mundial finalmente terminou. As pessoas são deixadas para recolher as peças e reconstruir suas civilizações. No entanto, gangues cruéis que atacam esses cidadãos indefesos estão obstruindo a reconstrução.
Os principais protagonistas são Boris, Wade e Kyle, vigilantes que protegem os medrosos e desamparados. O maior problema deles é a gangue corrupta, incorrigível, cruel e letal conhecida como The Geld Gang. Eles encomendaram todo tipo de pessoa que se possa imaginar: cabelos roxos, vestidos de couro, manejando correntes, balançando canos de chumbo, mascarados, artistas marciais, moicanos alaranjados e homens que usam tampas de bueiros como escudos.
Um dia, quando o trio está patrulhando as ruas, alerta, pronto e capaz de ajudar os necessitados, eles vêem uma mulher chamada Sheena (uma amiga deles) acenando para eles enquanto atravessa a rua em frente a um supermercado com compras. Um momento depois, o braço direito de Lord Geld, Red Freddy, a arrebata em sua motocicleta. Agora, os três bravos devem salvar Sheena das garras de Lorde Geld.

## Jogabilidade
Violent Storm apresenta uma jogabilidade muito similar à Final Fight, da Capcom, porém com uma gama de movimentos maior do que um beat'em up tradicional, com mais opções de agarrões, chutes e socos dependendo da direção pressionada do joystick.
A maquina de Arcade apresenta 3 controles para 3 jogadores simultâneos, cada um com dois botões (soco e chute) e um joystick de 4 direções.

Os três protagonistas apresentam leves diferenças na jogabilidade, Boris é o mais forte e mais lento, Kyle é mais agil porém mais fraco e Wade é o mais equilibrado.

Além de bater e chutar, o jogador conta com um movimento especial que é ativado pressionando Soco e Chute ao mesmo tempo, liberando um ataque que derruba todos os inimigos ao redor, ao custo de um pouco da vida do personagem.
1. ↑  «Violent Storm - Videogame by Konami». www.arcade-museum.com. Consultado em 22 de fevereiro de 2022